# Constitution grecque de 1832
Constitution d'Argos Constitution de 1844
La constitution grecque de 1832 (grec moderne : Πολιτικόν Σύνταγμα της Ελλάδος : constitution politique de Grèce ; ou aussi Ηγεμονικόν Σύνταγμα : constitution Hégémonique) est le quatrième texte constitutionnel adopté en Grèce depuis la proclamation de son indépendance. Elle fut adoptée lors de la cinquième Assemblée nationale grecque, tenue à Nauplie. Elle ne fut jamais appliquée, le roi Othon et son conseil de Régence préférant un pouvoir quasi absolu.
Elle était inspirée du modèle américain. Cependant, comme elle prévoyait un chef d'État héréditaire, elle reçut le surnom d'« hégémonique ».